# 角間貴生
角間 貴生（かくま たかお、1947年（昭和22年）4月20日 - ）は、日本の版画家。芸術家。小説家。
アート工房ゆめらいふを主宰。

## 来歴

### 芸術家を志すまで

#### 生い立ち
1947年（昭和22年）4月20日に富山県高岡市高湶町（現大手町）で五人兄弟の次男として出生する。
出生時から幼少期にかけての写真は一切ないが、理由は不明。最も古い写真は、児童期の頃のものである。

#### 学生時代
高岡市立平米小学校、高岡市立高陵中学校、富山県立高岡高等学校を経て、九州大学（旧九州芸術工科大学）を卒業。九州大学版画研究室修了。
小学生の6年間は、昆虫採集に夢中になっていた。将来、昆虫学者になることを志していたほどであった。高校時代は、富山の進学校（富山県立高岡高等学校）に進学したものの、神経症と胃病に悩まされ、学業不振。当時の親友に『飛鳥へ、そしてまだ見ぬ子へ』の著者である井村和清がいた。

#### バックパッカー時代
自らが立ち上げた塾を切り盛りする傍ら、バックパッカーとして、世界中を放浪していた。その頃の体験を後に綴ったのが、著作『旅夜絵夜十一夜物語』である。

### 芸術家として
きっかけは、高校時代、神経症と胃病に悩まされていた角間は、ベッドで正岡子規の『病牀六尺』を熟読。それが、彼が後に芸術家を志す遠因となった。様々な国（韓国・中国・ブルガリア・タイ・米国・ポーランド・豪州）との国際交流展に参加。1983年から日本国内各地で個展開催（福岡、富山、東京、京都など）。韓国各地で個展（98,99,02,05Gallery Mesa,Gallery Hill,Gallery Jamowon, Picasso gallery）。
- 1989 個展「わが心象の分身たち」（2・21～29ギャラリーとわーる）[6]。
- 1992年から九州現代版画展を主催（92～03）（福岡県立美術館、福岡市美術館）。
- 1993年から日韓現代アート交流を始める[7]。
- 1996年、日本アジア現代版画展を実施（7・2～7・28福岡県立美術館）[8]。
- 1998年、福岡市広報誌「鴻都」表紙制作（98～03）[9]。
- 2001年、故郷富山で個展（MILESTONE ART WORKS）[10]
- 2006、08、13年、京都で個展（平安画廊、ギャラリーヒルゲート）
- 2008年、韓国プサンでアート制作パフォーマンス（8月7日プサン市庁シティホール）[11]
- 2009年、角間貴生版画展（ピカソギャラリー、韓国プサン）
- 2009、12年、クラコウ国際ビエンナーレ入賞（ポーランド）
- 2003年、トゥラ・モイラネン著「日本版画」の表紙制作（フィンランド）[12]
- 2004年、プサン大学芸術論集を執筆[13]
- 2004年、大野城版画ビエンナーレ（2004）にてグランプリ（池田満寿夫大賞）受賞[14][15]
- 陝西省美術博物館（中国）石波美術館（韓国）LAカウンティ美術館、久我記念美術館、由布院空想の森美術館、大野城まどかぴあ、九州中央病院などに作品所蔵

## 著作
- 『旅夜絵夜十一夜物語』[3]
- 『イーハトーブの空色切符』
- 『何通りも作れる線画ぬりえ：アイデア開発のための脳トレーニング 』
- 『私はヒトラーの女だった？：101歳まで生きたナチ映画の美人監督 』
- 『エッセー＆絵「アート天文博物館」: 貝殻と化石と星空とアートのはなし 』
- 『なぜ伯爵は放蕩画家になったか？: 画家ロートレックの愛と道化 』
- 『画家たち…16の愛物語』
- 『ピカソは悪魔だった（動画付き）：恋人ドラからのラブレター 』
- 『消去されたシャガールの妻（動画付き）：「愛の画家」をめぐる「妻」と妻』
- 『失恋ゴッホのふたり言（動画付き）：ゴッホ兄弟の愛とは何だったのか？ 』
- 『「モディリアニの妻」と言う名の画家（動画付き）：天国にかける二つの橋』
- 『「叫び」の画家が撃たれた夜（動画付き）：ストーカー女の一発の銃撃 』
- 『北斎アート入門小説「北斎お栄だじゃれ道中」前編（動画付き）：北斎お栄とやくざ孫が繰り広げるダジャレ川柳の中山道珍道中 北斎お栄シリーズ』
- 『北斎アート入門小説「北斎お栄だじゃれ道中」後編（動画付き）：北斎お栄とやくざ孫が繰り広げるダジャレ川柳の中山道珍道中 北斎お栄シリーズ』
- 『美男カフカは女に変身した（動画付き）：夢の物語を書く天才と恋人たちとの夢の日々』
- 『画家ルソーの「面白すぎる」嘘人生（動画付き）：54歳の悪女に全財産を貢ごうとした』